# Tasa nipponica
Tasa nipponica är en spindelart som beskrevs av Bohdanowicz, Prószynski 1987. Tasa nipponica ingår i släktet Tasa och familjen hoppspindlar. Inga underarter finns listade i Catalogue of Life.